# Прапор Топорова
Пра́пор Топорова — офіційний символ села Топорів Львівської області, затверджений 23 березня 1994 року сесією сільської ради.
Автор — А. Гречило.

## Опис прапора
Квадратне полотнище, на червоному фоні жовта сокира лезом до древка, по периметру йде жовта лиштва, завширшки в 1/8 сторони прапора.

## Зміст
Поселення отримало назву від герба Топір власників Тенчинських, а зображення цього символу вживалося на печатках містечка і тепер стало основою для сучасного герба та прапора.